# Nicolae Stanciu
Nicolae Claudiu Stanciu, född 7 maj 1993, är en rumänsk fotbollsspelare som spelar för Damac.

## Klubbkarriär
I januari 2019 värvades Stanciu av saudiska Al-Ahli. Den 4 juli 2019 värvades Stanciu av Slavia Prag, där han skrev på ett fyraårskontrakt.
Den 15 februari 2022 värvades Stanciu av kinesiska Wuhan Three Towns.